# カンタロープ

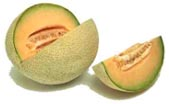
カンタロープメロン

カンタロープ（英：Cantaloupe）は、ヨーロッパ南部、アメリカ、タイなどで露地栽培される、赤肉種のマスクメロン。キャンタロープとも呼称される。和名：疣（いぼ）メロン。

## 概要
北米のカンタロープは、アメリカ合衆国、メキシコ、カナダの一部で一般的なメロン。欧州のカンタロープは、表面の突起は小さめ、緑灰色がかった表皮は北米種とかなり見た目が違う。イタリアでは生ハムメロンに使われる（本来の生ハムメロンではカンタロープを用いるが、日本ではポピュラーでないため、マスクメロンを用いる事が多い）。また、家畜の飼料用にも利用される。加工品（ドライメロンなど）としても利用される。一般的には後述の後継品種を含めてカンタロープと総称される。

## 食中毒
2010年、アメリカ合衆国でカンタロープを原因とするリステリアによる食中毒が発生、33人が死亡。2023年にも同国ミネソタ州でカンタロープを原因とするサルモネラによる食中毒で2人が死亡。カンタロープを流通させた企業はリコールを実施した。

## 日本での利用
現在日本では、主に中米産のものが青果として、タイ産のものが加工品（ドライメロン）として輸入、販売されている。
かつて日本では馴染みがなかった品種で、後継品種のスパイシーカンタローブとして日本へ導入された経緯がある。近年まで日本では主に加工品（ドライメロン）として輸入され、食されていた。
2016年にホンジュラス産のカンタロープ種の輸入が解禁され、「カリビアンスイート」の名称で、日本全国のスーパーマーケットなどで青果や半加工品（カットフルーツ）として販売されている。
また、同年にスターバックスコーヒージャパンが、『カンタロープ メロン&クリーム フラペチーノ®』を期間限定で販売した。コストコではコスタリカ産又はグアテマラ産の本種を輸入販売している。

## 主な後継品種
スパイシーカンタローブ（Spicy Cantaloupe）
カンタロープを品種改良したもの。夕張メロンの親として有名である。
寒さに強く、赤い果肉。甘い香りが強いのが特徴だが、糖度が低い。北海道では、加工用として利用されたり、砂糖をまぶして食されていた。
トスカナカンタロープ（Tuscan Cantaloupe）
イタリア・トスカナ産のメロン。カンタロープを品種改良したもの。ラグビーボール型で縦縞に緑色の溝が入る。味は日本のメロンのように甘く、種の部分が南瓜に似ている。ヨーロッパ・アメリカで食される。
スペインメロン（Spanish Melon）
形状は、ラグビーボール型。果皮は深緑色でうねりがあり硬く、縦縞の線模様味が入る。果肉は、青白くマスクメロンの一種。スペイン・アメリカ（カリフォルニア州）・チリで生産される。
シャラントメロン（Charente Melon）
フランス・シャラント産のメロン。スペインメロンの交配種。果皮は黄色、縦縞に緑色の溝が入る。果肉は赤肉系橙色。
シャランティーズメロン（Charentaise Melon）
シャラントメロンの後継品種。
プリンスメロン（Prince Melon）
日本で開発されたメロン。マクワウリとシャラントメロンの交配種
日本の大衆メロンの先駆けであり、現在も人気がある小型メロン。